# Miloš Teodosić
Miloš Teodosić (Valjevo, 19. ožujka 1987.) srbijanski je profesionalni košarkaš. Igra na poziciji razigravača, a trenutačno je član KK Crvena zvezda.

## Karijera
Teodosić je karijeru započeo u srbijanskom FMP Železniku i ondje proveo dvije godine. Jednu godinu proveo je u srbijanskom Borcu iz Čačka. U posljednjoj sezoni 2006./07. u dresu FMP-a postizao je oko osam poena po susretu u NLB ligi. Iste godine bio je najkorisniji europskog prvenstva do 20 godina u Sloveniji i član srpske košarkaške reprezentacije, koja se nije proslavila na Europskom prvenstvu u Španjolskoj. Na Europskom prvenstvu u Španjolskoj u tri utakmice imao je prosjek od devet koševa. 11. rujna 2007. službeno je objavljeno da je potpisao ugovor s atenskim klubom Olympiakosom, iako je bio u kombinaciji s njihovim rivalima Panathinaikosom.
U polufinalu Europskog prvenstva u Poljskoj 2009. s 32 poena bio je najzaslužniji za pobjedu Srbije nad Slovenijom i prolazak u finale protiv Španjolske.
Teodosić trenutno igra za beogradsku Crvenu zvezdu.

## Vanjske poveznice
- Profil na Euroleague.net
- Profil[neaktivna poveznica] na Basketpedya.com